# Iglesia de Santiago (Cebreros)
La iglesia parroquial de Santiago Apóstol es un templo católico situado en la localidad española de Cebreros, perteneciente a la provincia de Ávila, en la comunidad autónoma de Castilla y León.

## Historia
La construcción de este edificio renacentista se inició en 1550 bajo la dirección del maestro Alonso de Covarrubias. A este, se le sumaron otros cuatro maestros de cantería: Juan de Aguirre, Juan de Plasencia, Juan de Mondragón y Juan Campero. La duración de la realización de la iglesia se prolongó medio siglo a causa de cuestiones económicas. Además, originalmente el plano tenía previsto la construcción de otra torre, que por motivos económicos no se llevó a cabo. Durante la construcción del templo, Alonso de Covarrubias falleció y le sustituyó al frente de la dirección Pedro de Tolosa, primer maestro de la cantería del Monasterio de El Escorial.
El interior de la iglesia cuenta con escenas pintadas por Jusepe Leonardo. Las esculturas del retablo jacobeo de la iglesia, guardan parecido con las del retablo de la iglesia de Santiago de Ávila.
La iglesia parroquial fue declarada bien de interés cultural con la categoría de monumento por Decreto de 17 de octubre de 1991.

## Características
La Iglesia presenta una planta rectangular de tipo hallenkirche o planta de salón con tres naves de la misma altura. Sin embargo, la central es de mayor anchura que las laterales. Estas naves se encuentran separadas por seis pilares cilíndricos toscanos respectivamente de 2,3m de grosor. Estas sostienen arcos fajones o perpiaños de medio punto y bóvedas de arista. en los brazos del crucero y en el tramo central estos se transforman a unos de medio cañón con lunetos en los brazos.

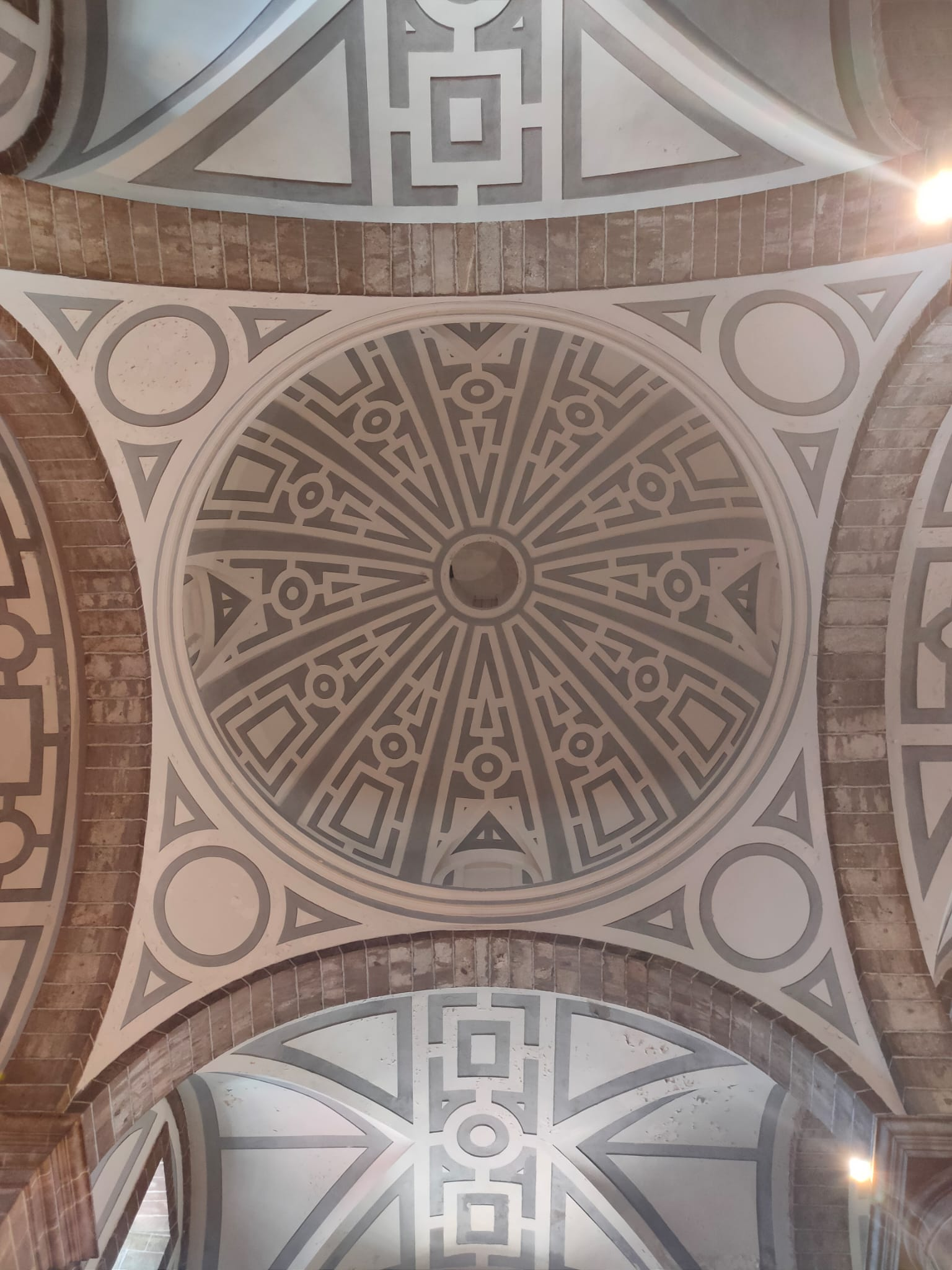
Cúpula de la Iglesia Santiago Apóstol de Cebreros

Las dimensiones del templo son 54,15m de largo por el exterior, mientras que en el interior son 49,70m de largo, 26m de ancho y 22m de alto. Toda la piedra que se aprecia es sillería de granito liso.
El ábside se encuentra cubierto con una bóveda de cañón. Además, el templo posee en su crucero una cúpula hemisférica ciega sobre pechinas realizadas en ladrillo tabicado, recubierto de estuco y decoradas con formas geométricas. El diámetro de esta cúpula alcanza los 10,75m.
En referencia al coro o tribuna, se halla sobre la entrada principal. Se encuentra sustentado sobre un gran arco escarzano de piedra sobre una bóveda nervada y rodeada por la Torre de la Epístola, que es la que permite el acceso al coro. En este, se encuentran unos asientos y facistol labrados en madera. Todo ello, junto a dos órganos. En el soto coro, situado debajo del coro se encuentra bajo una bóveda de crucería. Además, posee dos pilas bautismales efectuadas en granito.
Respecto a la cabecera, esta es poligonal con tres paños y un tramo recto. A su vez, se posee unos contrafuertes angulares en el exterior. En el interior, la iglesia también cuenta con dos capillas en las naves laterales de planta cuadrada con bóvedas vaídas.
El evangelio quedó convertido en Baptisterio. Su ejecución es en planta cuadrada y cubierto de bóveda sobre ménsulas en las esquinas. Además, en su interior se encuentra la pila bautismal, realizada en granito sobre un pedestal con relieves de roseta, que data del siglo XVI.
La torre, por su parte, es lista de planta cuadrada rematada en capitel en sus cuatro vertientes.

## Retablo Mayor

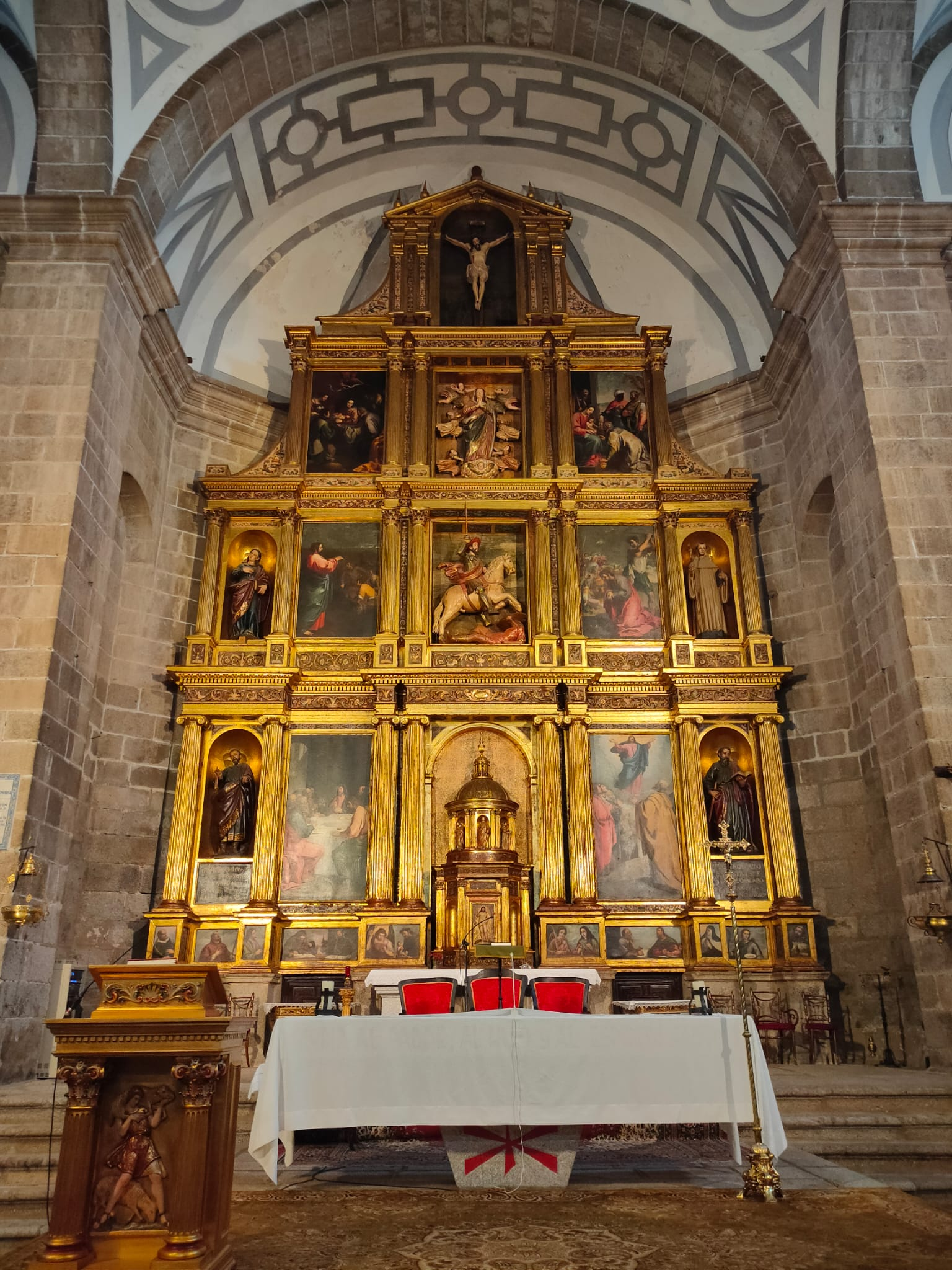
Retablo Mayor de la Iglesia Santiago Apóstol de Cebreros

El Retablo Mayor cuenta con una gran calidad artística y monumentalidad, con un tamaño de 16m de altura y 10,30m de ancho. Su estilo barroco y su forma hace que se asemeje al del Real Sitio de El Escorial. Su fecha de realización fue de 1620 a 1623 y es atribuido, al igual que los retablos laterales, a Gabriel Campuzano. Esta efectuado en madera de pino y cuenta con un dorado realizado con pan de oro, obra del pintor y dorador Urbán de Baraona, quien realizó dicha actividad el 30 de junio de 1624, con un coste total de 26.600 reales. El coste total del Retablo Mayor de la Iglesia de Santiago Apóstol de Cebreros fue pagado Bartolomé Sánchez e Inés Hernández quienes testamentaron que toda la obra corriese a su costa, tal y como indica una inscripción en el propio retablo.
La estructura del Retablo Mayor se divide en cinco calles, de las cuales las tallas centrales, realizadas en madera, guardan una estrecha relación con las pinturas de sus calles:
- El primer cuerpo, se encuentra una de las grandes piezas del conjunto. Por un lado, en la caja central se halla el tabernáculo o sagrario expositor, que cuenta con una base octogonal con columnas corintias. En sus relieves aparece, en el centro, Cristo resucitado y en sus laterales, imágenes de San Juan Evangelista y El niño Jesús, acompañados de un águila y un halcón pintados en los extremos. Aparte, posee una cúpula con linterna, en el que se encuentran unas tallas del Niño Jesús de Praga y dos santos que no han sido identificados. El tabernáculo se encuentra separado del resto del retablo por unas columnas de fuste estriado y capitel jónico. Las dos obras pictóricas que se encuentran a sendos lados del sagrario expositor son, a la izquierda, uno de los lienzos más destacados, La última cena, y a la derecha, La Ascensión, ambos de Jusepe Leonardo. El Retablo Mayor queda culminado con dos hornacinas en los extremos donde se halla San Pablo (izquierda) y San Bernardo (derecha).[8][11][11]
- El segundo cuerpo está conformado por la escultura de Santiago Apóstol a caballo, acompañado a sus laterales con las pinturas de La Vocación de Santiago a la izquierda y El Martirio de Santiago a la derecha. Ambas pinturas correspondientes a Jusepe Leonardo. Toda esta calle se encuentra dividida por unas columnas de fuste estriado y capitel corintio, con decoraciones vegetales. Finalmente, a sus laterales quedan en las hornacinas de los extremos las esculturas de San Pedro y San Juan.
- El tercer cuerpo es de menores proporciones que el resto pero posee los mismos elementos tanto arquitectónicos como decorativos con la escultura de La Asunción de la Virgen. De esta manera y correspondiendo a la temática de la escultura principal, los cuadros laterales corresponden a temas marianos. A la izquierda, La adoración de los pastores, y a la derecha, La Epifanía, también del discípulo de Diego Velázquez, Jusepe Leonardo.[8][9]

- Finalmente, en el ático se encuentra una hornacina de pilastras rematado con un frontón triangular que consta de pináculos y bolas, bajo la cual se encuentra una escultura de Cristo Crucificado. Originalmente, esta escultura, estaba acompañada de otra de la Virgen y San Juan, formando así, un calvario.[8][9]

En el banco o predela, situado en la base del Retablo Mayor, se encuentra un conjunto de pinturas muy diversas. De izquierda a derecha, hacen referencia a: Santo Tomás, San Lorenzo, Santa Apolonia, San Lucas y San Juan, San Antonio y el arcángel San Gabriel, San Mateo y San Marcos, Santa Teresa y Santa Lucía. Sin embargo, entre estos, faltan algunos lienzos efectuados por Jesús María Navas con composiciones como Santa Magdalena y Santa Catalina de Alejandría y San Juan de la Cruz.

## Retablo de la Inmaculada
El Retablo de la Inmaculada se encuentra decorado por pinturas del cebrereño Gabriel Campuzano fechadas hacia 1626. Todos los temas que componen dicho retablo versan acerca de temas marianos. Se divide en tres calles:
- El primer cuerpo está conformado por tres cajas incluidas entre columnas de fuste acanalado y capitel jónico. En el centro de este primer cuerpo se encuentra una hornacina con la imagen de la Inmaculada, pero que es una recreación, al haber desaparecido la original. A la izquierda de esta, se halla La Presentación en el templo, y a la derecha, La Asunción de la Virgen.[8][9]
- El segundo cuerpo también está compuesto por tres cajas entre columnas corintias. En el centro, se encuentra el lienzo de La Inmaculada con San Buenaventura, en la derecha se halla La Virgen poniendo el hábito a San Juan de la Cruz, y finalmente a la izquierda La imposición de la casulla a San Idelfonso.[8][9]
- Finalmente, el ático está compuesto por un frontón triangular que se ubica encima de la pintura Sagrada Familia, El Dios Padre y El Espíritu Santo. Todo ello sostenido por unas columnas corintias.[8][9]

Aparte, se encuentra el banco o predela. En el centro de la misma se encuentra un sagrario en el que se hallaba una pintura hoy día desaparecida, sustituida por El rostro de Cristo de Jesús María Navas, pintor cebrereño. A sendos lados del sagrario se conservan diversos lienzos de: Obispo mártir, La misa de San Gregorio, Un obispo bendiciendo a tres santas, San Antonio, Santa Catalina, Santa Águeda, San Martín y San Gil.

## Retablo de la Virgen del Rosario
Este retablo, al igual que el de la Inmaculada, se encuentra realizado por Gabriel Campuzano en 1626. Se encuentra dividido en tres calles:
- El primer cuerpo posee tres cajas delimitados por columnas de fustes acanalado y de capitel jónico. En el centro de este primer cuerpo posee un hueco para una hornacina en el que se encuentra una escultura moderna del Sagrado Cristo del corazón de Jesús, aunque originalmente existía una imagen dedicada a la Virgen del Rosario. A la izquierda se halla un lienzo del Nacimiento de la Virgen, y a la derecha, La Anunciación.[8][9]
- El segundo cuerpo también se encuentra dividido en tres cajas, en este caso limitadas con columnas corintias. En cuanto a las representaciones pictóricas a la izquierda se encuentra La presentación del niño, en el centro La Virgen entregando el Rosario a Santo Domingo de Guzmán y San Pío, y a la derecha Don Juan de Austria.[8][9]
- Finalmente, el ático consta de una única caja con columnas corintias a sus lados. Su frontón triangular se encuentra ubicado encima del cuadro La Coronación de la Virgen.[8]

Otro elemento a destacar de este conjunto es el banco. Este se encuentra en la base del retablo y posee en su centro un sagrario acompañado en sendos lados de distintas imágenes. De derecha a izquierda: San Gregorio y San Jerónimo, San Pedro y San Pablo, El niño Jesús con los símbolos de resurrección, San Ambrosio y San Agustín, y finalmente, Santa Clara.

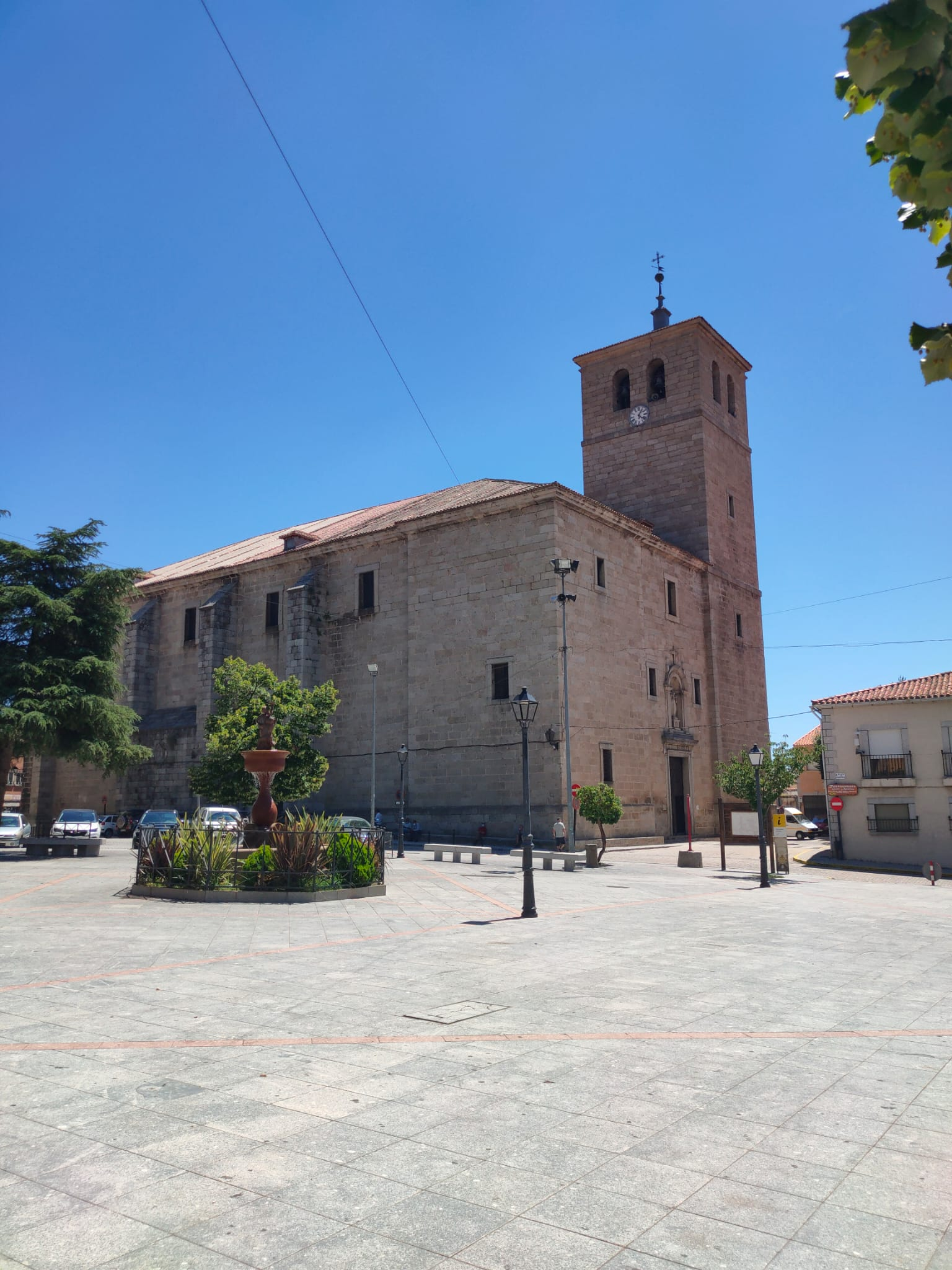
Iglesia Santiago Apóstol, vista desde el Ayuntamiento de Cebreros

## Portadas
- Portada principal

En esta, se halla la puerta principal de acceso al templo. Se encuentra adintelada y enmarcada por un baquetón. A su vez, posee una hornacina entre pilastras lisas y arco de medio punto, una cruz y dos pirámides con bolas que decoran la parte exterior del arco. En esta citada hornacina, se encuentra la imagen realizada en piedra sobre un pedestal de Santiago Apóstol peregrino. Aquí, se halla una inscripción que fecha de 1659.
- Portada sur

Esta portada se encuadra dentro del trazado de la construcción del templo. La puerta, que posee un arco de medio punto sin impostas, se encuentra franqueada por dos columnas corintias de fuste liso sobre un entablamiento sin decoración. Aparte, tiene unos medallones convexos que adornan las enjutas del frontón.
- Portada norte

Esta parte de la estructura del templo se compone de un arco sin impostas encuadrado con dos columnas de fuste recto y delgado con un capitel de cuatro volutas. Además, cabe mencionar que posee una decoración de flor de lis.
- Portada de la sacristía

Esta portada se encuentra en el interior del templo y consta de jamba y dinteles labrados. En la parte superior, tiene un frontón con un busto de Santiago Apóstol peregrino en relieve. Queda rematado por una venera con un querubín. Finalmente a sendos lados posee unas volutas decoradas con motivos vegetales.